# John Oliver
John William Oliver (født 23. april 1977) er en engelsk komiker og tv-vært. Han har tidligere arbejdet som korrespondent og vikar-vært på The Daily Show, men er nu vært på "Last Week Tonight with John Oliver" på HBO. Han laver også podcasten "The Bugle" sammen med Andy Zaltzman. 
John Oliver er især kendt for sine liberale holdninger, og i hans satiriske show "Last Week Tonight with John Oliver" belyser han forskellige emner, som på forskellig vis har politisk og social betydning for det amerikanske og internationale samfund.